# Collepietro
Collepietro est une commune de la province de L'Aquila dans les Abruzzes en Italie.

## Géographie

### Communes limitrophes
Bussi sul Tirino (PE), Capestrano, Navelli, Popoli (PE), San Benedetto in Perillis

## Administration
| Période                                  | Période  | Identité        | Étiquette | Qualité |
| ---------------------------------------- | -------- | --------------- | --------- | ------- |
| 16 juin 2004                             | En cours | Mauro Colangeli |           |         |
| Les données manquantes sont à compléter. |          |                 |           |         |

## Culture
La commune accueille les églises San Giovanni Battista et Madonna del Buon Consiglio.